# Kanton Mulhouse-2
Mulhouse-2 is een kanton van het Franse departement Haut-Rhin. Het kanton is op 22 maart 2015 opgericht toen de toenmalige kantons van Mulhouse werden opgeheven en de stad over drie nieuwe kantons werd verdeeld. Het kanton omvat uitsluitend een deel van de gemeente en maakt deel uit van het arrondissement Mulhouse.